# Рудольф Фаєль
Рудольф Фаєль (нім. Rudolf Veiel; 10 грудня 1883, Штутгарт — 19 березня 1956, Штутгарт) — німецький воєначальник, генерал танкових військ вермахту. Кавалер Лицарського хреста Залізного хреста.

## Біографія
В 1904 році поступив на службу в Імперську армію. Учасник Першої світової війни. Після демобілізації армії залишений у рейхсвері.
З 1 лютого 1938 по 17 лютого 1942 року — командир 2-ї танкової дивізії. Учасник Польської, Французької і Балканської (Операція «Маріта») кампаній, а також боїв на радянсько-німецькому фронті. З 15 лютого по 30 квітня 1942 року — командир 48-го моторизованого корпусу. З 21 червня по 1 листопада 1942 року — командир 48-го танкового корпусу. З 28 вересня 1942 року — в штабі групи армій «Центр». З 31 серпня 1943 по 20 липня 1944 року — командувач 5-м військовим округом. Був заарештований як співучасник Липневої змови, проте не був засуджений. 16 квітня 1945 року відправлений в резерв ОКГ. В кінці Другої світової війни взятий в американський полон, звільнений в 1947 році.

## Звання
- Фанен-юнкер (квітень 1904)
- Лейтенант (серпень 1905)
- Обер-лейтенант (1910)
- Ротмістр (серпня 1914)
- Майор (березень 1927)
- Оберст (грудень 1933)
- Генерал-майор (січень 1937)
- Генерал-лейтенант (жовтень 1939)
- Генерал танкових військ (квітень 1942)

## Нагороди
- Залізний хрест 2-го і 1-го класу
- Орден «За військові заслуги» (Вюртемберг), лицарський хрест (2 серпня 1917)
- Почесний хрест ветерана війни з мечами (1934)
- Медаль «За вислугу років у Вермахті» 4-го, 3-го, 2-го і 1-го класу (25 років) (2 жовтня 1936) — отримав 4 медалі одночасно.
- Застібка до Залізного хреста 2-го і 1-го класу
- Нагрудний знак «За танкову атаку»
- Лицарський хрест Залізного хреста (3 червня 1940)
- Медаль «За зимову кампанію на Сході 1941/42»